# Malpolon
Malpolon es un género de serpientes de la familia Lamprophiidae que incluye dos especies de culebras. Se distribuyen por la cuenca mediterránea, Medio Oriente y Sudán. 

## Especies
Se reconocen las siguientes dos especies:
- Malpolon insignitus (Geoffroy De St-Hilaire, 1827)
- Culebra bastarda (Malpolon monspessulanus) (Hermann, 1804)

La especie Rhagerhis moilensis se incluía anteriormente en este género.